# برادلي بيل (موسيقي)
برادلي بيل (بالإنجليزية: Bradley Bell)‏ هو موسيقي أمريكي، ولد في 18 مارس 1983.

## وصلات خارجية
- الموقع الرسمي